# نیدرگبرا
نیدرگبرا (به آلمانی: Niedergebra) یک شهر در آلمان است که در تورینگن واقع شده‌است. نیدرگبرا ۷۷۰ نفر جمعیت دارد.